# جورج غورفيتش
كان جورج غورفيتش (بالروسية: Гео́ргий Дави́дович Гу́рвич؛ 20 أكتوبر 1894، نوفوروسيسك - 12 ديسمبر 1965، باريس) عالم اجتماع وفقيهًا فرنسيًا روسي المولد. يُعدُّ من بين علماء الاجتماع البارزين في عصره، كان متخصصًا في علم اجتماع المعرفة.

## حياته
ولد جورج غورفيتش في نوفوروسيسك بروسيا لعائلة يهودية، وخصَّص السنوات الأولى في دراساته العليا للدراسات الحقوقية، والقراءة عن المؤسسين الأوائل للمذاهب السياسية. حصل في عام 1915 على الميدالية الذهبية في مسابقة جامعية تتناول المذهب السياسي لثيوفان بروكوفيتش Theophan Prokovitch ومشاربه الأوربية، وقد حددت هذه الجائزة مجرى حياته المهنية فيما بعد، وجعلتها في إطار الفلسفة الاجتماعية التي تجمع بين فلسفة القانون وعلم الاجتماع.
أسس في عام 1944 مجلة Cahiers internationaux de Sociologie. شغل كرسيًا في علم الاجتماع بجامعة السوربون في باريس. كان غورفيتش وزوجته، المدافع الصريح عن إنهاء الاستعمار الفرنسي في الجزائر، ضحية هجوم إرهابي شنته الجماعة القومية اليمينية المتطرفة "منظمة الجيش السري" (L'O.A.S) في 22 يونيو 1962.دُمِّرَت شُقّتهما بقنبلة، ولجآ لبعض الوقت إلى منزل الرسام مارك شاغال.
يُعتبر غورفيتش شخصية مهمة في تطوير علم اجتماع القانون. مثل علماء الاجتماع القانونيين الآخرين، أصر على أن القانون ليس مجرد القواعد أو القرارات التي تنتجها وتفسرها وتنفذها مؤسسات الدولة، مثل الهيئات التشريعية والمحاكم والشرطة. المجموعات والمجتمعات من مختلف الأنواع، سواء كانت منظمة بشكل رسمي أو منظمة بشكل غير رسمي، تنتج تنظيمًا لأنفسهم وللآخرين، والذي يمكن اعتباره بشكل صحيح قانونًا من وجهة نظر اجتماعية. مع ذلك، تُعتَبَرُ التعددية القانونية لغورفيتش أكثر صرامة وراديكالية من تلك التي يستخدمها معظم علماء الاجتماع القانونيين، وتوجد مجموعة متنوعة هائلة من أنواع القانون في مختلف أنواع التواصل الاجتماعي -أو التفاعل الاجتماعي- التي ميزها في كتاباته. ورأى غورفتش ضرورة التأكيد على حقيقة وأهمية القانون الاجتماعي والحقوق الاجتماعية، مقابل ما أسماه بالقانون الفردي. كانت شرعة الحقوق الاجتماعية، التي صيغت في نهاية الحرب العالمية الثانية، محاولة لوضع مخطط لإطار قانوني للقانون الاجتماعي لعالم ما بعد الحرب حيث أصبحت فكرة حقوق الإنسان قوية حديثًا.
تتلمذ عالم الاجتماع ومنظّر الثورة الإيرانية عام 1979 علي شريعتي على غورفيتش في سنوات الستينيات من القرن العشرين خلال دراسته في فرنسا في جامعة السوربون.

## أعماله
- ''Essai de Sociologie, (1939)
- ''Sociology of law, (1942)
- ''The Bill of Social Rights, (1945)
- ''La vocation actuelle de la sociologie, (1950)
- ''Le concept des classes sociales de Marx à nos jours, (1954)
- ''The Spectrum of Social Time, (1958)
- ''Dialectique et sociologie, (1962)
- ''The Social Frameworks of Knowledge, (1972)